# 努瓦斯维尔
努瓦斯维尔（法語：Noisseville，法語發音：[nwasvil]）是法国摩泽尔省的一个市镇，属于梅斯区。

## 地理
努瓦斯维尔（49°8'4"N, 6°16'25"E）面积2.6 平方千米，位于法国大東部大區摩泽尔省，该省份为法国东北部内陆省份，是洛林的一部分，西南接默尔特-摩泽尔省，东临下莱茵省，北与卢森堡和德国接壤。
与努瓦斯维尔接壤的市镇（或旧市镇、城区）包括：努伊、勒通费、塞尔维尼-莱圣巴尔布、奥日-蒙图瓦-弗朗维尔。

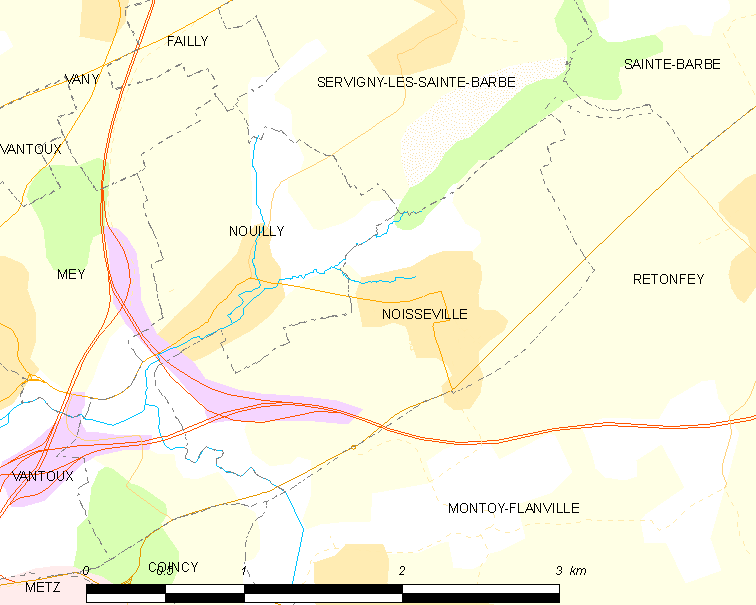
努瓦斯维尔的OSM定位图

努瓦斯维尔的时区为UTC+01:00、UTC+02:00（夏令时）。

## 行政
努瓦斯维尔的邮政编码为57645，INSEE市镇编码为57510。

## 政治
努瓦斯维尔所属的省级选区为梅斯地区县。

## 人口

1962-2008年间努瓦斯维尔人口变化图示

努瓦斯维尔于2022年1月1日时的人口数量为1103人。